# Слободчики (Упоровский район)
Слободчики — село в Упоровском районе Тюменской области России. Входит в состав Емуртлинского сельского поселения.

## География
Село находится на юго-западе Тюменской области, в пределах юго-западной части Западно-Сибирской низменности, в лесостепной зоне. Абсолютная высота — 122 метра над уровнем моря.
Расположено на левом берегу в устье реки Кизак при впадении её в реку Емуртла. Расстояние до села Емуртла 7 км, районного центра села Упорово 31 км, города Заводоуковска 76 км, города Тюмени 170 км. 

### Климат
Климат континентальный с холодной продолжительной зимой и тёплым относительно коротким летом. Средняя температура воздуха самого холодного месяца (января) — −18,7 °C (абсолютный минимум — −47,3 °C); самого тёплого месяца (июля) — 18 °C (абсолютный максимум — 38,4 °С). Безморозный период длится в среднем 111 дней. Среднегодовое количество атмосферных осадков составляет 181—469 мм, из которых 70 % выпадает в тёплый период. Продолжительность залегания снежного покрова составляет в среднем 164 дня.

### Часовой пояс
Село Слободчики, как и вся Тюменская область, находится в часовой зоне МСК+2. Смещение применяемого времени относительно UTC составляет +5:00.

## История
Впервые упоминается в переписи 1710 года.  По переписи 1683 года в Суерской слободе жили: 
Во дворе Сенка Федоров сын Слободчиков сказал родился в Устюжском уезде Вохминской волости церковного дьячка сын. В Сибирь пришол и живет в Суерской слободе в беломестных казаках со РПВ году (1674). У него сын Федка 10 лет. Пашню пашет шесть десятин в поле а дву потомуж. Сенных у него покосов в лугу на тридцать копен». 
 Уроженец Устюжского уезда Вохминской волости Слободчиков Семен Федорович с сыном Федькой основали деревню Слободчики.
В 1720-е годы рядом с деревней Слободчиковой  Ренёв Сергей Иванович с братом Петром  основали  деревню Ренёва, в 1850-е годы она слилась с деревней Слободчикова в одно поселение под общим названием деревня Слободчикова. Со дня основания деревня называлась Слободчикова, с начала 1930-х годов село Слободчики. 
- С 1710 года относилась к Емуртлинской слободе, с 1795 года в составе Емуртлинской волости, 1919 - Слободчиковского сельсовета, 1961 - Емуртлинского сельсовета. [4]
- В 1912 году в деревне Слободчиковой были: хлебозапасной магазин, 2 торговые лавки, пять водяных мельниц. [8]
- Слободчикова относилась к Христорождественской церкви села Емуртлинского. По переписи 1897 года проживало православных - 793, староверов - 217 чел. [9]
- 5 декабря 1925 года в  деревне Слободчиковой зарегистрировано товарищество по обработке земли (ТОЗ) «Путь к будущему», на базе его в 1929 году образован колхоз «Путь к будущему». В 1950 году в результате слияния колхозов «Память Пушкина» (Морева) и «Путь к будущему» (Слободчики) образован колхоз «Память Мичурина». Длительное время возглавлял колхоз Петров Анатолий Митрофанович, за свой труд награжден орденом Ленина. В 1959 году «Память Мичурина» вошел в состав колхоза «Ленинский путь», с 1961 года в составе совхоза «Емуртлинский».  С 2002 года Слободчиковское отделение в составе сельскохозяйственного производственного кооператива  «Емуртлинский» [4]
- В советское время были: начальная школа, ФАП, клуб, библиотека, детсад, крупная молочно-товарная ферма. [4]

## Население
| 1710 | 1762 | 1782 | 1816 | 1834 | 1858 | 1897 | 1926 | 1989. | 2002 | 2010 | 2021 |
| 49   | 159  | 211  | 382  | 485  | 607  | 1010 | 1313 | 217   | 257  | 229  | 233  |

| 2010 |
| ---- |
| 229  |

### Половой состав
По данным Всероссийской переписи населения 2010 года в половой структуре населения мужчины составляли 46,7 %, женщины — соответственно 53,3 %.

### Национальный состав
Согласно результатам переписи 2002 года, в национальной структуре населения русские составляли 85 % из 257 чел.

## Известные люди
- Белобородов, Николай Макарович - старший пилот-инспектор лётно-штурманского отдела Тюменского управления гражданской авиации, Герой Социалистического Труда.

## Галерея

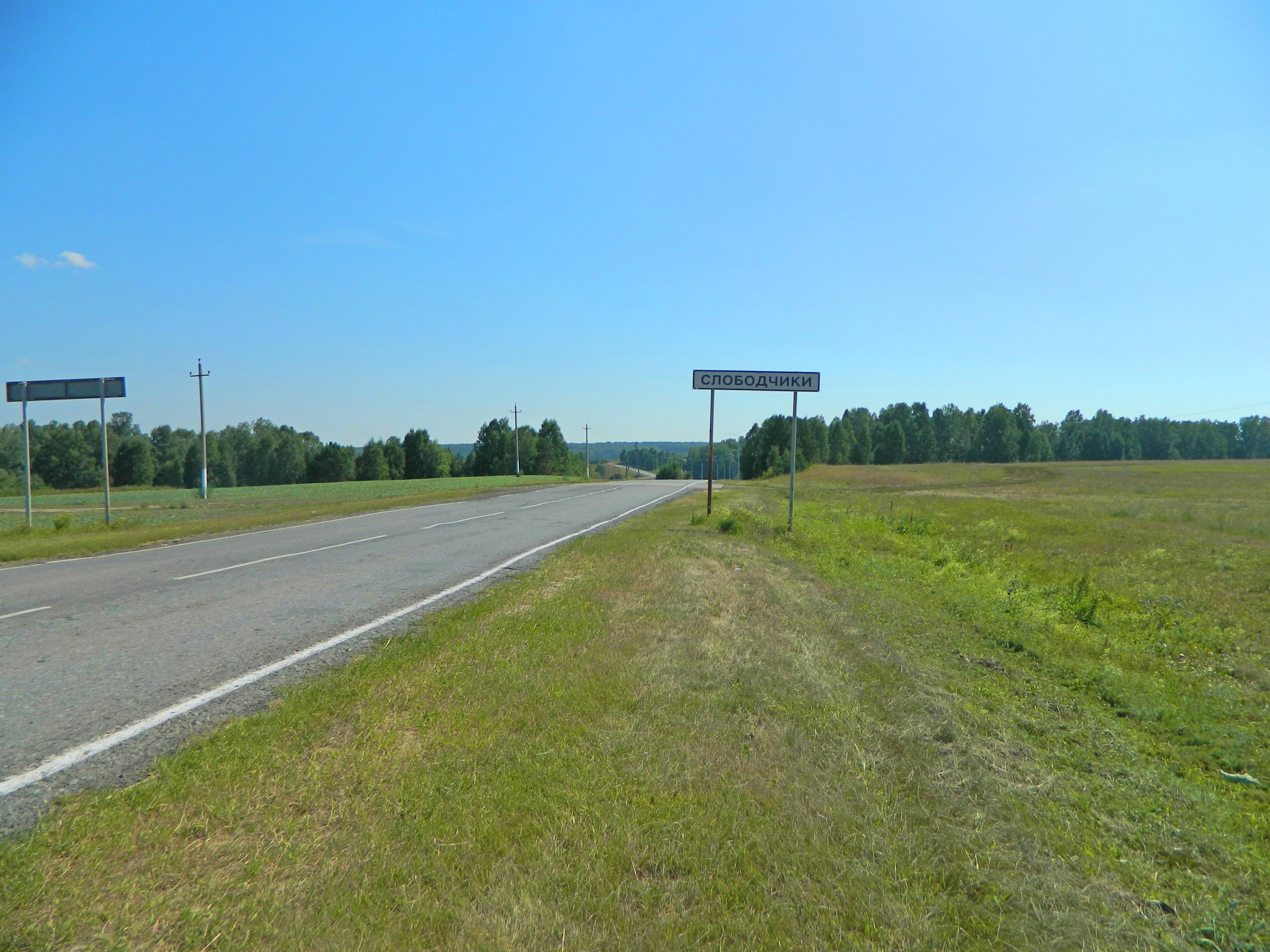
Въезд в Слободчики, Упоровский район
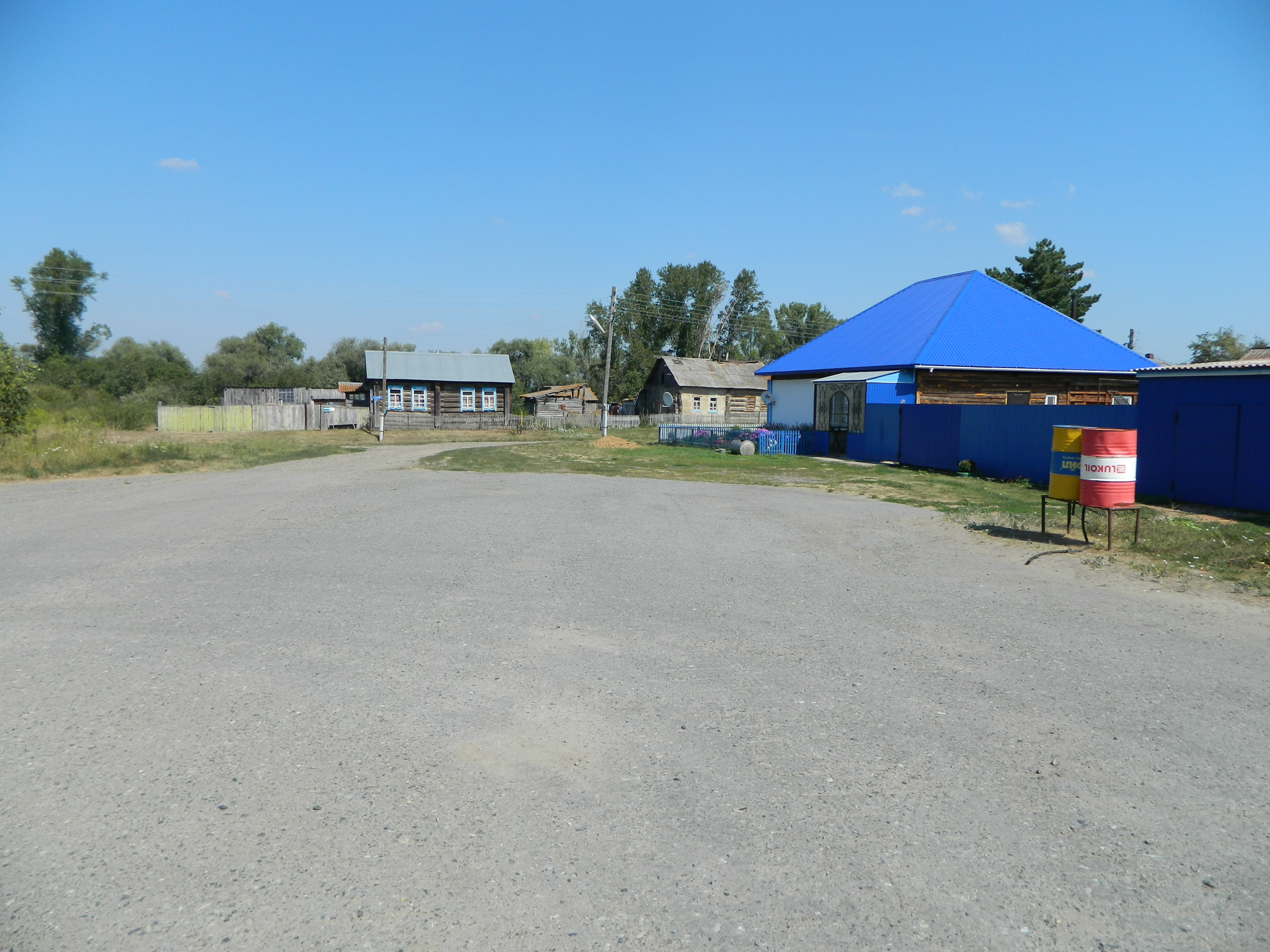
Слободчики, Упоровский район
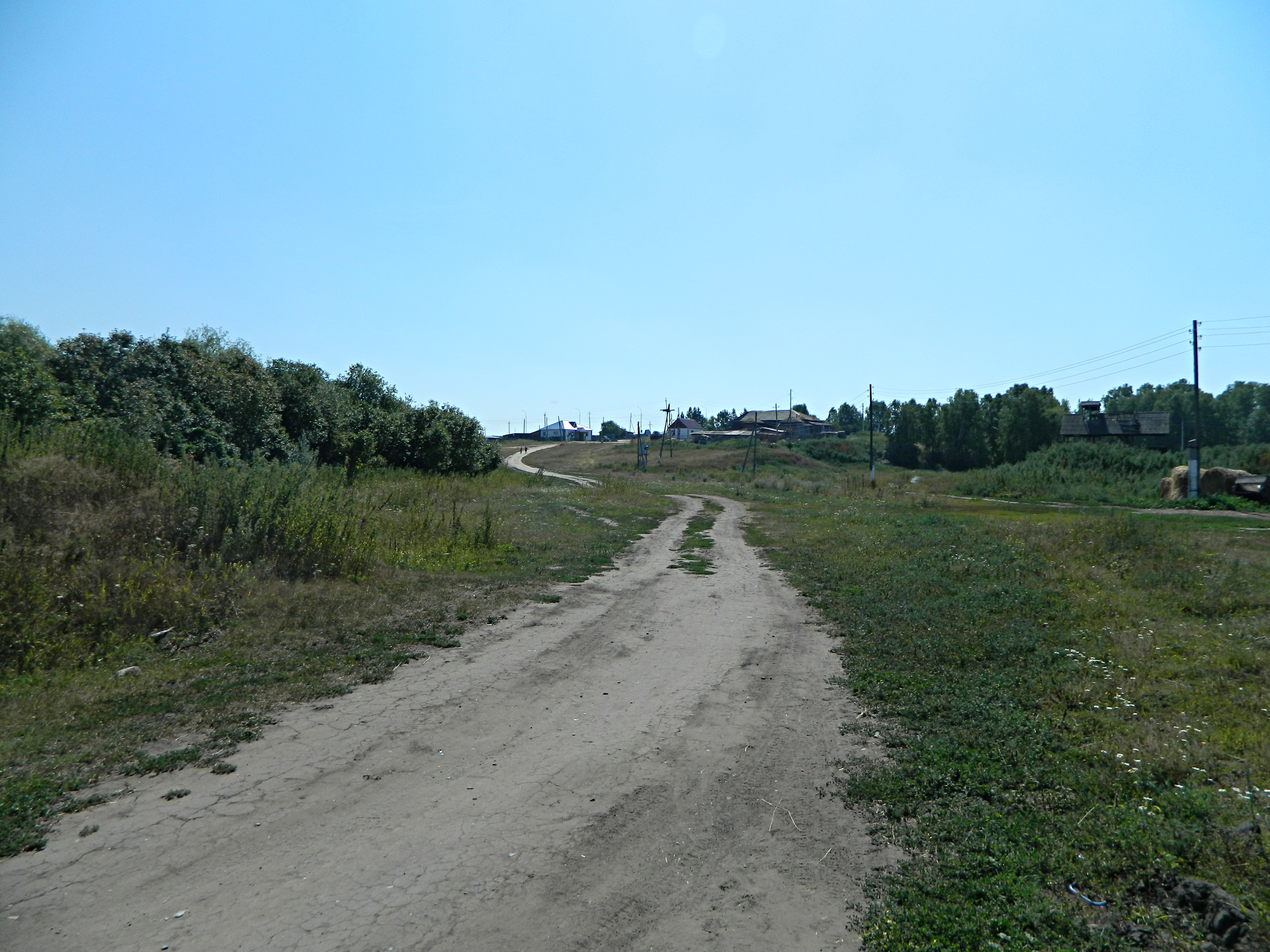
Слободчики, Упоровский район
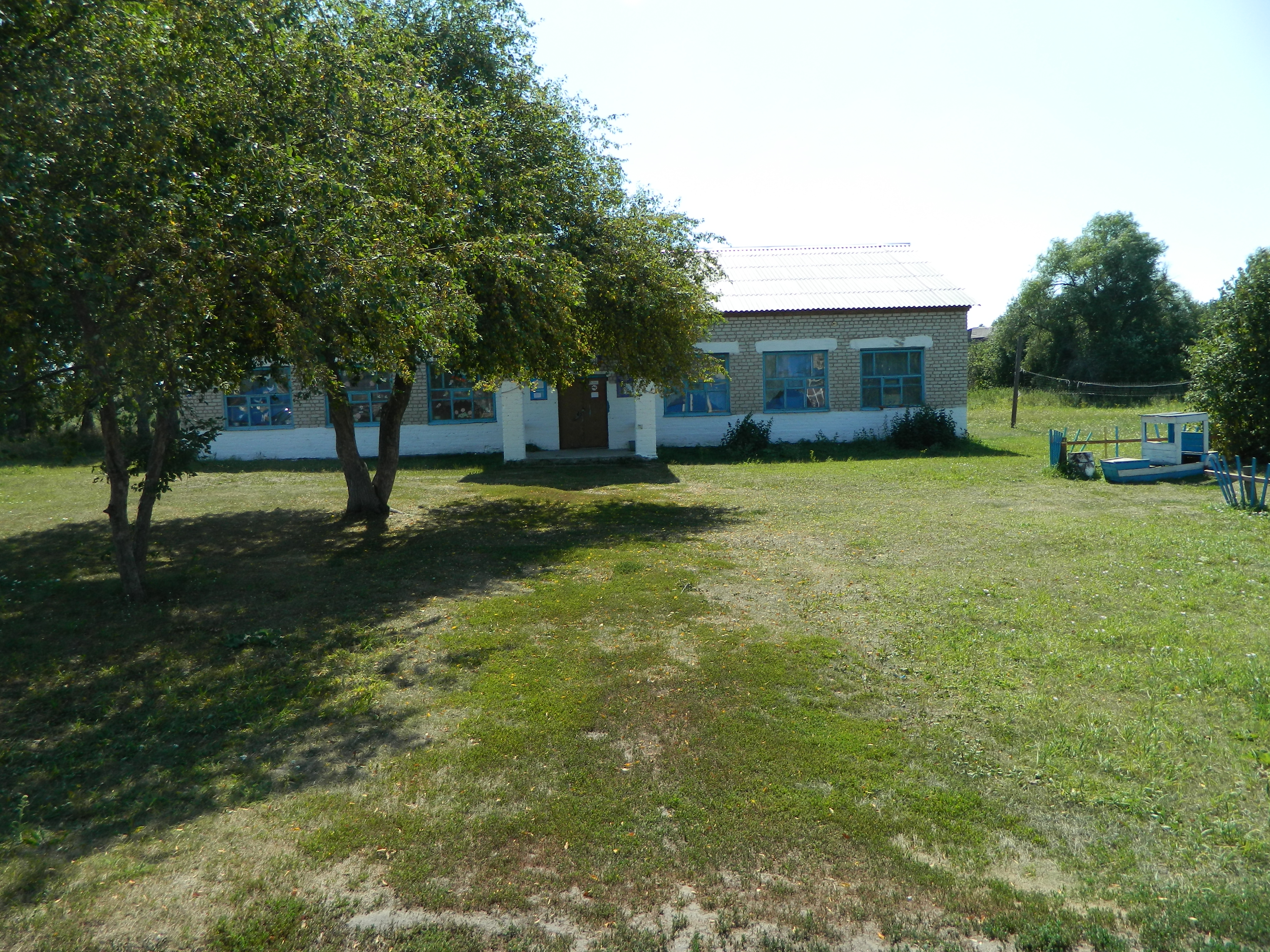
Клуб, Слободчики, Упоровский район
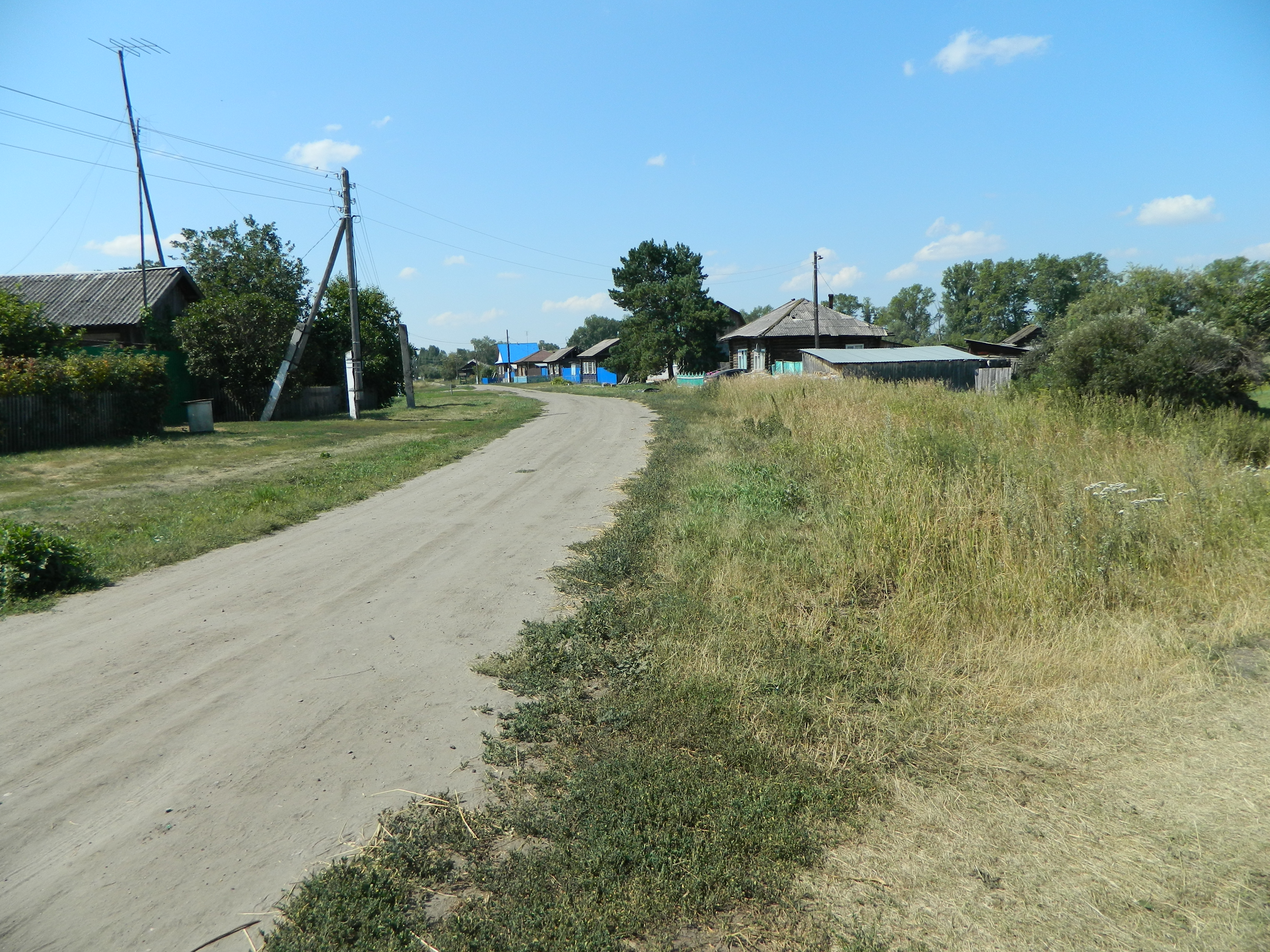
Слободчики, Упоровский район
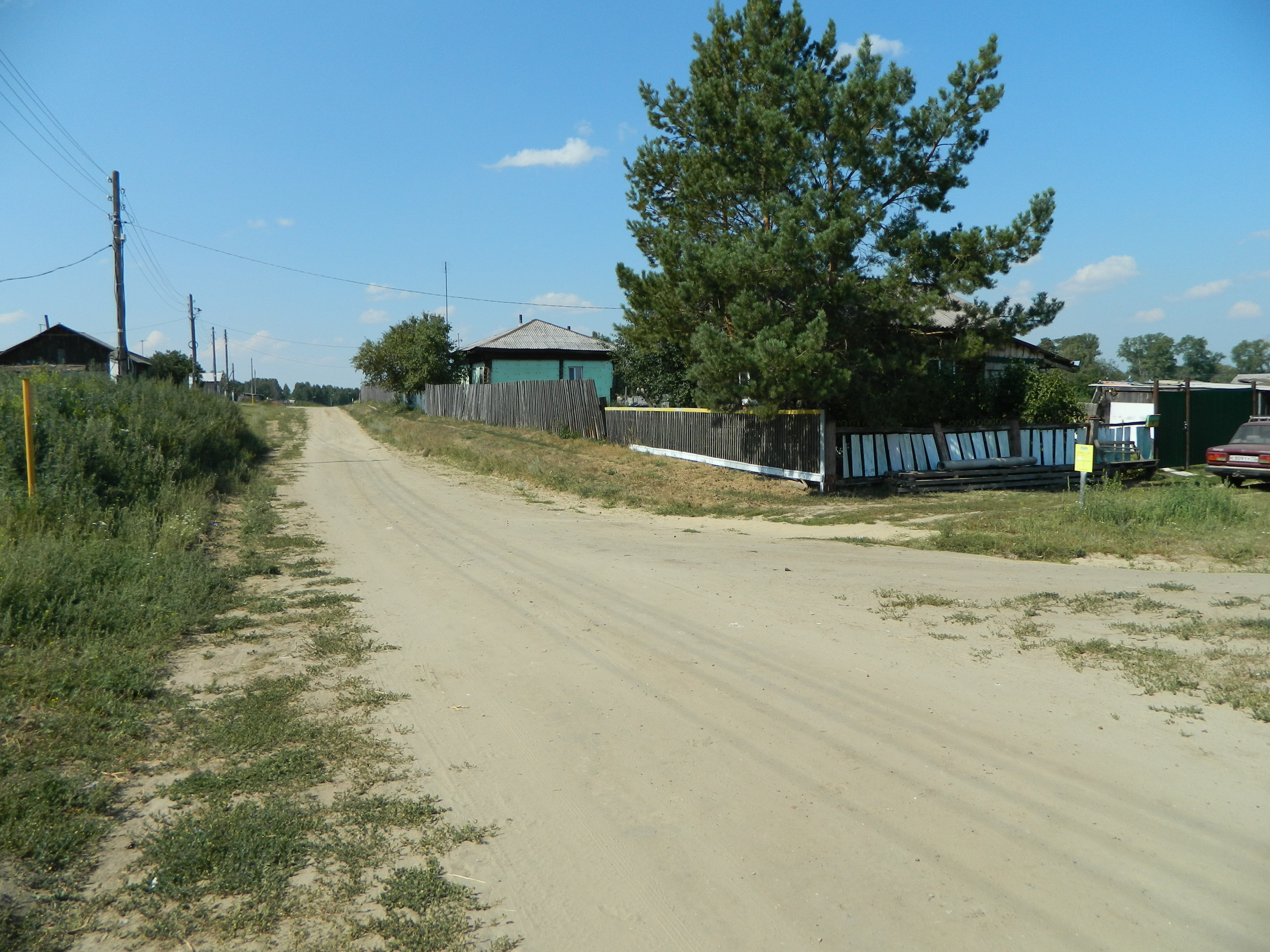
Слободчики, Упоровский район
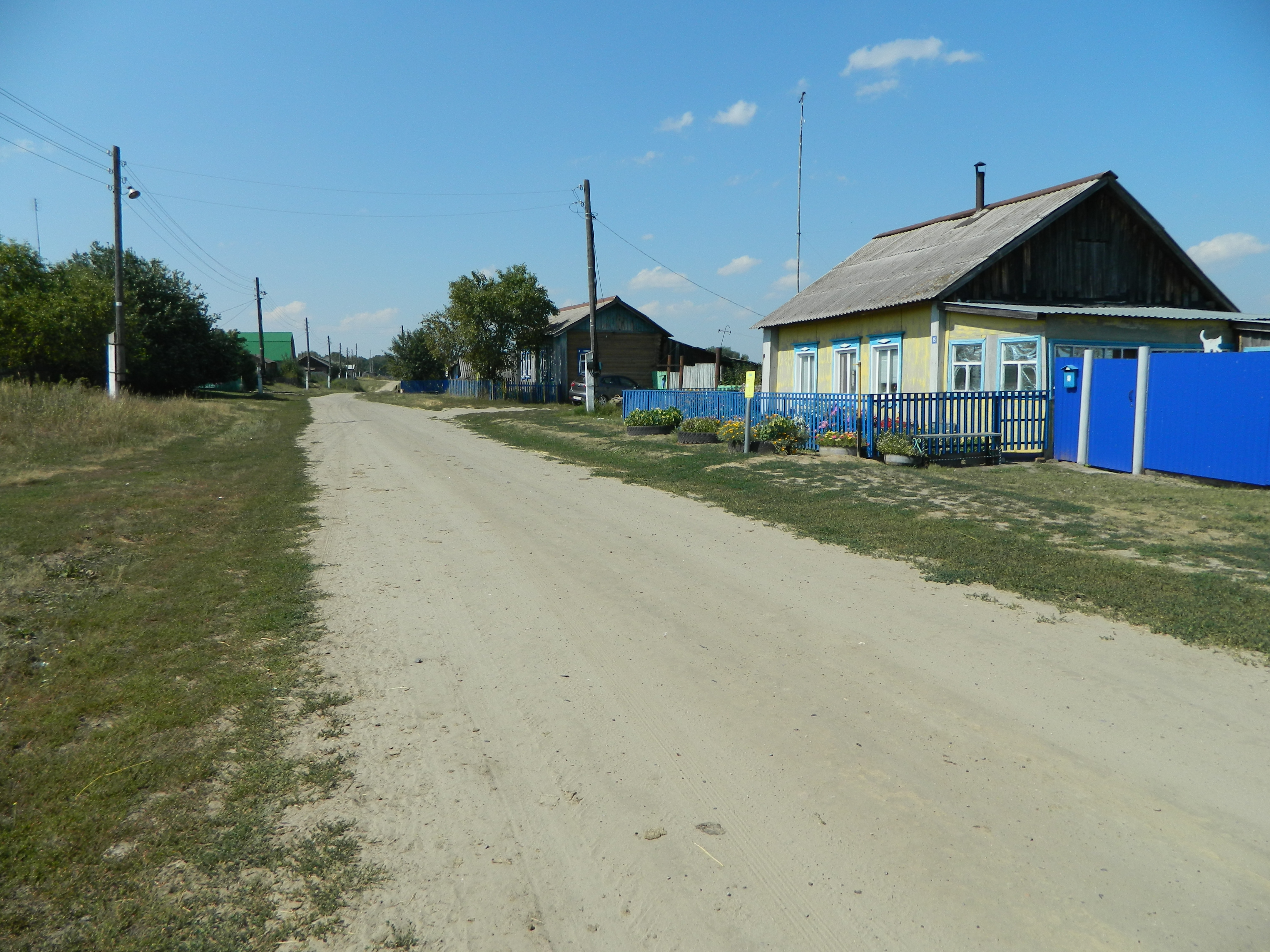
Слободчики, Упоровский район
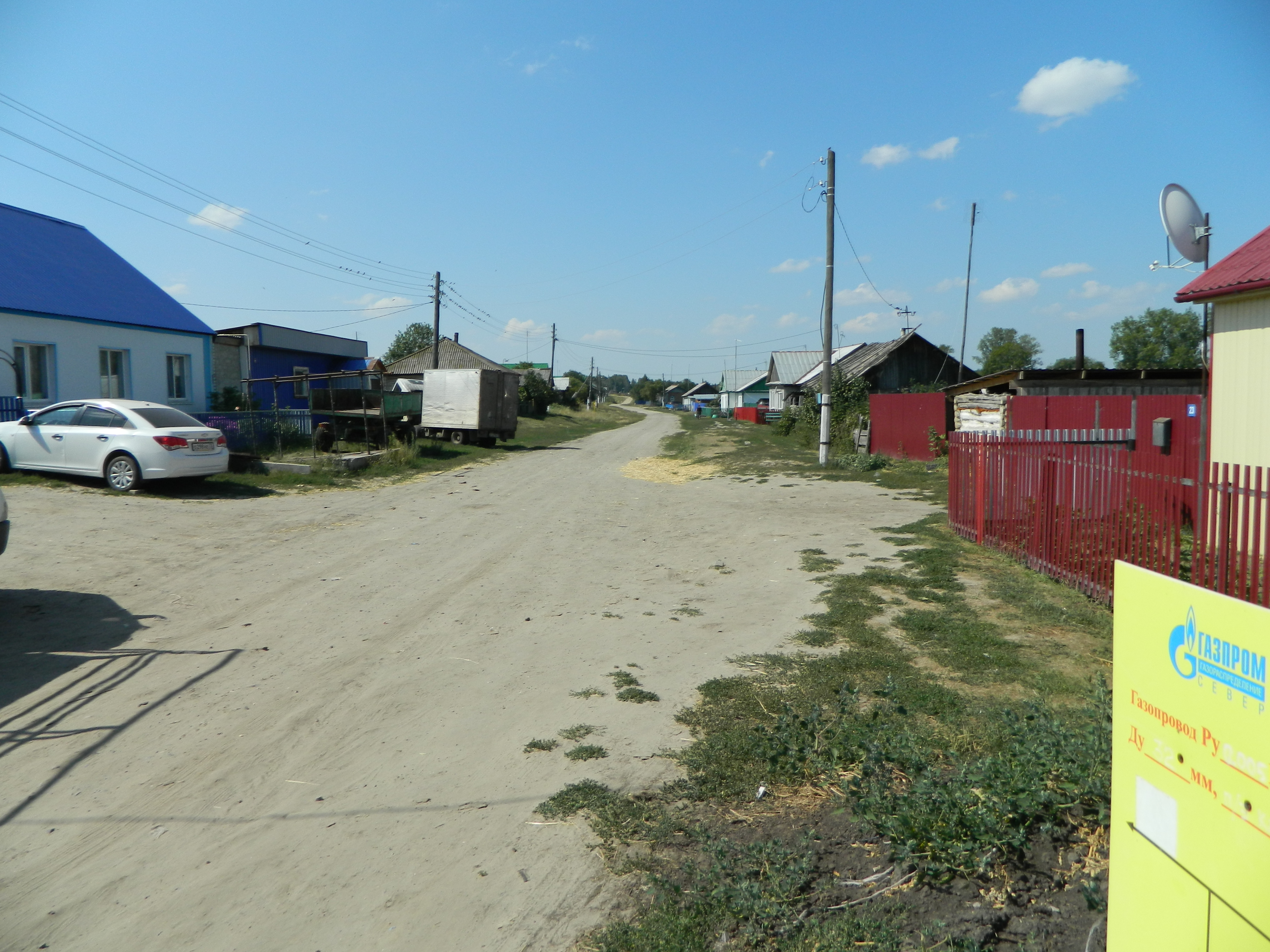
Слободчики, Упоровский район